# ヴィリニュス・ラドム合同
ヴィリニュス・ラドム合同（ヴィリニュス・ラドムごうどう）は、一連の3つの条文が、リトアニア大公国のヴィリニュスで認められ、1401年にポーランド王国のラドムで開かれた議会で承認されたものである。
1398年にヴィータウタスは貴族たちの選出によりリトアニア王となり、クレヴォの合同は解消された。合同の目的自体は両国とも既に達せられており、もとより一時的なものと認識していたため問題はなかった。しかしヴィータウタスの下で中央集権が進められたリトアニアは強力な軍を備え、また正教派貴族を多く取り込んでいた。ポーランドは彼らが敵になることも、ドイツ騎士団とリトアニアが良好な関係を保持することも望まなかった。
合同の解消後、ヨガイラは法的に正式なポーランド王であったわけではないが、ヤドヴィガの夫としてポーランドに留まっていた。ヤドヴィガの死後、リトアニアに帰国しようとしたヨガイラはポーランド人に捕まって連れ戻され、改めてポーランド王として即位させられる。ポーランドの強引な行為にヴィータウタスは妥協し、ヴィリニュス・ラドム合同の交渉に入った。この合同により、1385年のクレヴォの合同は改められ、1392年のオストルフ合意と同様、ヴィータウタスの統治権が認められた。ポーランド王ヨガイラが大君の権利を保持する間、リトアニア大公ヴィータウタスがリトアニアを統治することとなった。ヴィータウタスの死後、リトアニアはヨガイラもしくは彼の法定推定相続人により統治されることとなった。一般的に、これによりポーランド・リトアニア連合はより強固になったとみなされる。後にホロドウォ合同に改められた。